# Nilgau
El nilgau (Boselaphus tragocamelus) és un antílop de gran mida i banyam petit que té el seu hàbitat natural als boscos de l'Índia i del Pakistan. La població estimada de nilgaus en aquests dos països és aproximadament de 100.000.
Durant els anys vint del segle xx, aquesta espècie va ésser introduïda en alguns zoològics privats de l'estat estatunidenc de Texas, des d'on se'n van escapar alguns exemplars i hi han donat lloc a poblacions salvatges en aquest mateix estat i també a Alabama. Es calcula que hi ha uns 15.000 nilgauts salvatges a Texas.
El seu nom específic, tragocamelus, significa ‘cabra-camell’ en llatí.